# Villalar de los Comuneros
Villalar de los Comuneros ist ein Ort und eine spanische Gemeinde (municipio) mit 490 Einwohnern (Stand: 2024) im Zentrum der Provinz Valladolid in der Autonomen Region Kastilien-León.

## Lage und Klima
Der ca. 710 m hoch gelegene Ort Villalar de los Comuneros liegt am Río Hornija, einem Nebenfluss des Duero, in der Iberischen Meseta ca. 46 km (Fahrtstrecke) südwestlich von Valladolid bzw. knapp 15 km nordwestlich der historisch bedeutsamen Kleinstadt Tordesillas. Das Klima im Winter ist kalt, im Sommer dagegen warm bis heiß; der spärliche Regen (ca. 385 mm/Jahr) fällt verteilt übers ganze Jahr.

## Bevölkerungsentwicklung
| Jahr      | 1857 | 1900  | 1950 | 2000 | 2020 |
| Einwohner | 928  | 1.007 | 788  | 498  | 468  |

Der kontinuierliche Bevölkerungsrückgang im 20. Jahrhundert ist im Wesentlichen auf die Mechanisierung der Landwirtschaft, die Aufgabe von bäuerlichen Kleinbetrieben („Höfesterben“) und die daraus resultierende Arbeitslosigkeit auf dem Lande zurückzuführen.

## Wirtschaft
Die Einwohner der Gemeinde lebten jahrhundertelang hauptsächlich als Selbstversorger von der Landwirtschaft, zu der auch ein wenig Viehzucht (Schafe, Ziegen, Hühner) und in geringem Umfang auch der Weinbau gehörte. Erwirtschaftete Überschüsse konnten bei fahrenden Händlern getauscht oder auf den Märkten von Valladolid verkauft werden.

## Geschichte
Römische, westgotische und selbst maurische Funde wurden nicht gemacht. Im 9. Jahrhundert eroberten asturisch-leonesische Heere die Gebiete nördlich des Duero zurück (reconquista). Ende des 10. Jahrhunderts machte der maurische Heerführer Almansor die christlichen Erfolge vorübergehend wieder zunichte. Aus dem Jahr 1230 stammt die erst urkundliche Erwähnung des Ortsnamens. Seine Blütezeit erlebte der Ort im ausgehenden Mittelalter und in der frühen Neuzeit. Wichtigstes Ereignis der Ortsgeschichte war die am 23. April 1521 bei Villalar ausgetragene Schlacht zwischen den letztendlich siegreichen Truppen Karls V. und der Rebellenarmee des „Comuneros-Aufstands“ unter der Führung Juan de Padillas. In Erinnerung an dieses Ereignis trägt der Ort Villalar den Namenszusatz „de los Comuneros“.

## Sehenswürdigkeiten
- Die durch einen Glockengiebel (espadaña) gekennzeichnete Iglesia de San Juan Bautista entstand im 16. Jahrhundert im Mudéjar-Stil. Ihr dreischiffiges Langhaus wurde im 18. Jahrhundert dem damaligen Zeitgeschmack angepasst – so wurde die Vierung mit einer Kuppel versehen. Sehenswert sind die drei Altarretabel (retablos) im flach schließenden Chorbereich.
- Auf der Südseite der Kirche wurde im Jahr 1889 ein steinernes Denkmal für die Aufständischen errichtet.
- Die durch einen Westturm aus Werksteinen charakterisierte dreischiffige Iglesia de Santa María steht am anderen Ende des Ortes. Sie stammt aus derselben Zeit und zeigt denselben Stil. Seit dem Jahr 1990 dient sie als Kulturzentrum.[5]